# Alice's Restaurant Massacree
Alice's Restaurant Massacree (più nota semplicemente come Alice's Restaurant) è la più famosa canzone di Arlo Guthrie, il figlio di Woody Guthrie. La canzone, che racconta una storia basata su avvenimenti veramente accaduti, dura 18 minuti e 20 secondi ed occupa infatti l'intera facciata "A" dell'album di debutto di Arlo Guthrie, del 1967, anch'esso intitolato Alice's Restaurant.
La canzone fu adattata nel 1969 in un film, anch'esso intitolato Alice's Restaurant diretto da Arthur Penn, con Guthrie nella parte di se stesso e Patricia Quinn nella parte di Alice, mentre alla vera Alice era riservato un cameo.

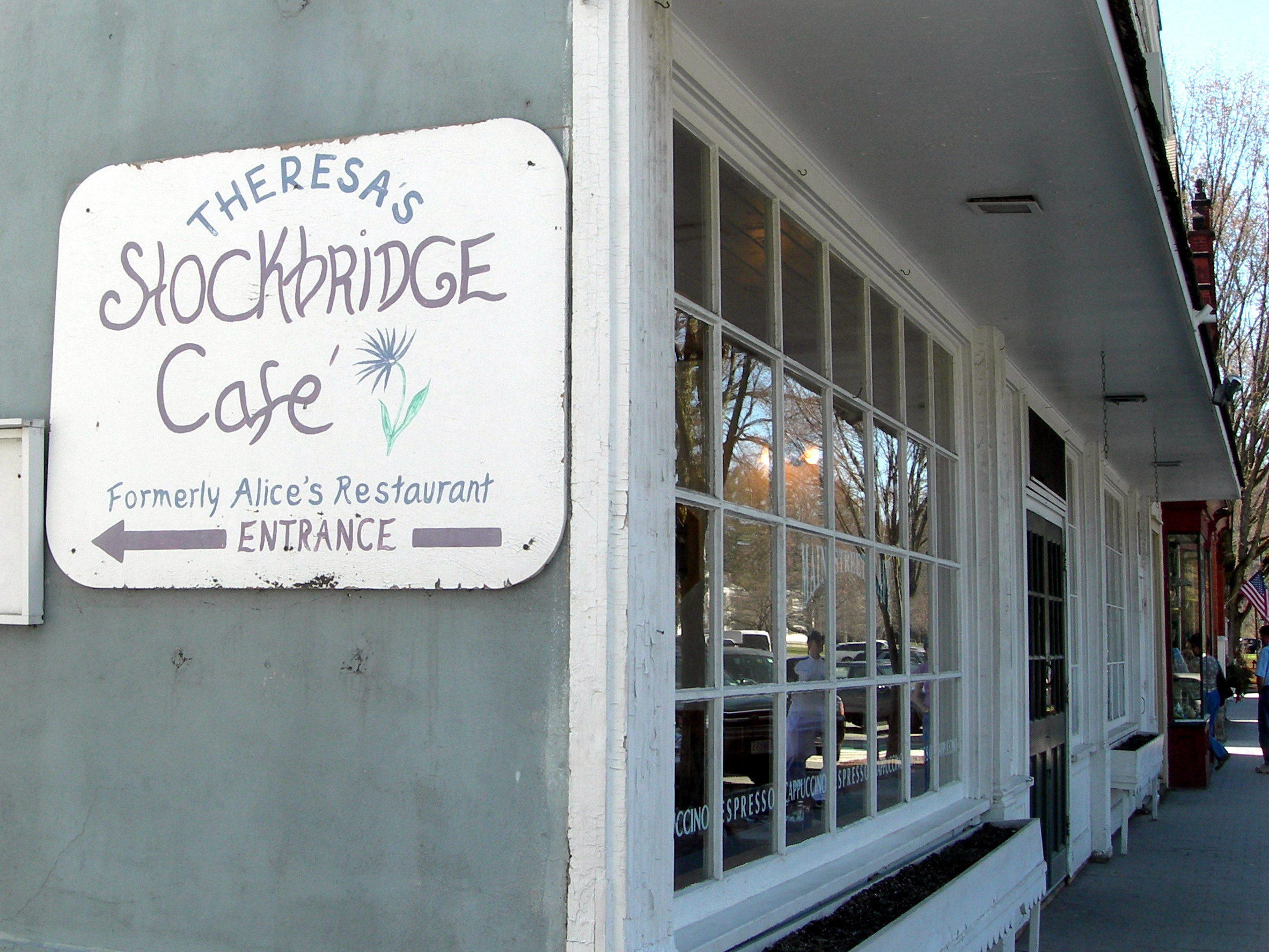
Un cartello a Stockbridge (Massachusetts) indica l'ingresso dell'originario ristorante di Alice

## Storia
La canzone – che è costituita da un monologo recitato da Guthrie e sostenuto dall'accompagnamento della chitarra acustica suonata con la tecnica del finger picking, e le cui parti melodiche sono poste all'inizio e alla fine della composizione – è una pungente satira contro la stupidità del potere, assunta poi a simbolo pacifista contro la leva obbligatoria e la guerra del Vietnam. Il testo è recitato sullo stile dei pezzi del comico Bill Cosby cui l'autore si è ispirato. Racconta un'avventura vera (ma un po' esagerata per aumentare l'effetto ironico) accaduta un Giorno del ringraziamento.
L'avventura iniziò appunto al ristorante di Alice, dove "puoi avere quello che ti pare (tranne Alice)". Alice, la proprietaria del ristorante Alice Brock, viveva in una chiesa sconsacrata a Great Barrington, Massachusetts. La canzone racconta di come Guthrie fu processato per aver illegalmente scaricato della spazzatura di Alice dopo aver scoperto che la discarica comunale era chiusa per il giorno del ringraziamento, e di come, a causa di questo crimine che risultava sulla fedina penale, fu successivamente esonerato al servizio di leva e dichiarato non abile per il servizio militare, quando fu richiamato nell'esercito.
I personaggi della storia, compresi Alice e l'agente Obie che lo arrestò, divennero famosi in seguito alla canzone. L'agente Obie e il giudice Hannon recitarono nel film interpretando personalmente la loro parte perché resisi conto, anni dopo, dell'assurdità della situazione che aveva ispirato la canzone.

## Popolarità
Alcune stazioni radio statunitensi suonano Alice's Restaurant regolarmente ogni giorno del ringraziamento. Non è invece suonata spesso al di fuori delle occasioni speciali, per la sua durata poco radiofonica.
La prima registrazione di Alice's Restaurant faceva parte di un album pubblicato nel 1967 che raggiunse il numero 17 delle classifiche di Billboard. Il film tratto da Alice's Restaurant uscì nei cinema il 19 agosto 1969, pochi giorni dopo il festival di Woodstock a cui Guthrie aveva preso parte suonando la canzone.
Alice's Restaurant fu riveduta e aggiornata alcuni anni dopo in riferimento alla politica di Reagan, ma questa seconda versione non è stata pubblicata su nessun album. Esistono anche diverse parodie della canzone. Guthrie stesso scrisse anche un seguito raccontando che Richard Nixon possedeva una copia della canzone, e suggerendo per scherzo che questo spiegava i famosi 18 minuti e mezzo di silenzio nei nastri dello scandalo Watergate.
Nel 1991, Guthrie comprò la chiesa dove aveva abitato Alice Brock, che era stata resa famosa dalla canzone, e la trasformò nel Guthrie Center, un luogo di incontro interreligioso.